# Lathostérol
Le lathostérol, encore appelé gamma-cholestérol, est un stérol structurellement semblable au cholestérol et présent dans la membrane cellulaire, les tissus et le plasma sanguin parmi les lipides de tous les animaux. Il constitue un indicateur du niveau de biosynthèse du cholestérol dans tout l'organisme. 